# Hetaerina amazonica
Hetaerina amazonica là loài chuồn chuồn trong họ Calopterygidae. Loài này được Sjöstedt mô tả khoa học đầu tiên năm 1918.